# Albumin
Albumin er det vigtigste frie protein i blodet. Det er af afgørende betydning for det kolloid-osmotiske tryk. Ved albuminmangel er der tendens til væskeophobning i vævene (ødem). 
I ulandene kan underernærede børns udseende (stor mave pga væskeansamling i bughulen og en stor lever) f.eks. skyldes albuminmangel. Albumin bliver dannet i leveren, og ved underernæring kan der opstå albuminmangel. Måling af albumin i blodet er omvendt ikke noget sikkert udtryk for ernæringstilstanden.
- Wikimedia Commons har flere filer relateret til Albumin